# Корою
Корою (рум. Coroiu) — село у повіті Васлуй в Румунії. Входить до складу комуни Тутова.
Село розташоване на відстані 217 км на північний схід від Бухареста, 60 км на південь від Васлуя, 117 км на південь від Ясс, 84 км на північний захід від Галаца.

## Населення
За даними перепису населення 2002 року у селі проживали 195 осіб, усі — румуни. Усі жителі села рідною мовою назвали румунську.